# Bernard Ban
Bernard Ban (* 8. březen 1961) je bývalý jugoslávský zápasník. V roce 1988 na olympijských hrách v Soulu vypadl v zápase řecko-římském v kategorii do 90 kg ve druhém kole.